# Takashi Naito
Takashi Naito (Osaka, 27 maggio 1955) è un attore e doppiatore giapponese.

## Biografia
Come doppiatore ha interpretato il padre della protagonista (Chihiro) in La città incantata.

## Filmografia

### Attore

#### Cinema
- Utage, regia di Heinosuke Gosho (1967)
- Hipokuratesu-tachi, regia di Kazuki Ōmori (1980)

- Rapewoman: midarana nichiyobi, regia di Yasuaki Uegaki (1981)
- Bishimai: Okasu, regia di Shôgorô Nishimura (1982)
- Furyo (Merry Christmas Mr. Lawrence), regia di Nagisa Ōshima (1983)
- Okinawa no shonen, regia di Taku Shinjô (1983)
- Mika Madoka: Yubi o nurasu onna, regia di Tatsumi Kumashiro (1984)
- Seburi monogatari, regia di Sadao Nakajima (1985)
- Muhan, regia di Naosuke Kurosawa (1985)
- Kizu, regia di Shunichi Kajima (1988)
- Yojo no jidai, regia di Shunichi Nagasaki (1988)
- Yûwakusha, regia di Shunichi Nagasaki (1989)
- Hotaru, regia di Shunichi Kajima (1989)
- Maborosi (Maboroshi no hikari), regia di Hirokazu Kore'eda (1995)
- Romansu, regia di Shunichi Nagasaki (1996)
- Laundry, regia di Jun'ichi Mori (2002)
- Revival Blues, regia di Claude Gagnon (2004)
- Fure fure shôjo, regia di Kensaku Watanabe (2008)
- Neko takushî, regia di Tôru Kamei (2010)
- Morisaki shoten no hibi, regia di Asako Hyuga (2010)

#### Televisione
- Saigo no drive, regia di Shunichi Nagasaki - film TV (1992)
- Marathon (Marason), regia di Yoshida Ken - film TV (2007)
- Wild Heroes (Wairudo hîrôzu) - serie TV, 10 episodi (2015)